# Знамя-Удмуртия
«Знамя-Удмуртия» — команда по хоккею с мячом из города Воткинск, Удмуртия. В настоящее время выступает в Высшей лиге Первенства России по хоккею с мячом.

## История
Была создана в 1931 при Воткинском машиностроительном заводе (ныне — ОАО «Воткинский завод»). Выступала под названиями «Авангард» — 1936—1938, «Зенит» — 1938—1957, «Труд» — 1957—1966, «Машиностроитель» — 1966—1972, «Машзавод» — 1972/73. С 1973 называется «Знамя». Представляла ДСО «Авангард» (1936—1938), «Зенит» (1938—1957 и 1966—1987), «Труд» (1957—1966).
В 1936 стала чемпионом Кировского края, в 1937 была вторым призером чемпионата Кировской области. С сезона 1938 после включения Воткинска в состав Удмуртской АССР начала выступать в чемпионате и Кубке республики. Тогда же дебютировала во всесоюзных соревнованиях, приняв участие в зональном турнире Кубка СССР. С 1954 по 1974 (с небольшими перерывами) представляла Удмуртию в чемпионатах РСФСР. В 1975 впервые сыграла во второй группе чемпионата СССР. Заняв в финальном турнире второй группы чемпионата СССР 1976 шестое место, она была, тем не менее, решением Федерации хоккея с мячом РСФСР включена в первую лигу.
Самым крупным достижением команды стал выход в высшую лигу чемпионата России в 1998. Ведомая В. И. Никифоровым, она уверенно выиграла дома финальный турнир первой лиги. Хорошо провели чемпионат В. Ветошкин, В. Анциферов, О. Ложкин, А. Любимов, С. Мажарук, А. и М. Фурины, результативно действовали А. Астапов, Э. Будилов, В. Жуйков, ветеран команды Н. Вахрушев.

## Статистика
В чемпионатах и кубках СССР
- В первой лиге чемпионатов СССР выступала в 1977—1992 (505 матчей: 170 побед, 74 ничьи, 261 поражения; мячи 1538—2000). Лучший результат — шестое место в финальном турнире в 1978. Рекордсмен по количеству сыгранных матчей и лучший бомбардир — Н. Вахрушев (340, 322 мяча).
- Во второй группе класса «А» чемпионатов СССР играла в 1975 и 1976 (12 побед и 12 поражений; мячи 104-87). Лучший результат — шестое место в финальном турнире (1976).
- В Кубке СССР принимала участие в 1938, 1939, 1984—1992 (23 победы, 1 ничья, 20 поражений; мячи 191 −201).
- Шестнадцать раз в 1954—1974 выступала в чемпионатах РСФСР, где выше третьего места в зональных турнирах не поднималась.
- Принимала участие в Кубке РСФСР. Лучший результат — выход в полуфинал Приволжской зоны в 1947.
- В Кубке ВЦСПС участвовала в 1950, 1951 и 1953. Лучший результат — четвертое место в 1953.

В чемпионатах и кубках России
- В высшей лиге чемпионата России выступала в 1999, где заняла 22-е место (4 победы и 22 поражения; мячи 61-164). Рекордсмены по количеству сыгранных матчей — А. Астапов, В. Жуйков и А. Фурин (по 26), лучший бомбардир — В. Жуйков (19 мячей).
- В первой лиге чемпионатов России играла в 1993—1998 и 2000—2008 (451 матч: 281 победа, 34 ничьи, 136 поражений; мячи 1917—1170). Рекордсмен по количеству сыгранных матчей — А. Фурин (383), лучший бомбардир — В. Жуйков (224 мяча).
- В Кубке России участвовала в 1993—1997 и 1999 (14 побед и 8 поражений; мячи 103-71).

## Главные тренеры
- Н. Петров (сезон 1959/1960)
- Суханин (сезон 1961/1962)
- Л. Иванов (1963—1965 и 1966—1968)
- А. Болонкин (сезон 1965/1966)
- Г. Лямин (1972—1976)
- Ю. Эдуардов (сезон 1976/1977)
- В. Данилов (1977—1981)
- Б. Баринов (1981—1983)
- В. Анциферов (1983—1985)
- О. Ларионов (1985—1992 и 1994—1996)
- С. Карнаухов (1992—1994)
- С.  Кондрашов (1998 — январь 1999)
- Л. Ашихмин (январь 1999—2000)
- В. Никифоров (1996—1998 и с июля 2000 — наст. время)

## Достижения
- Под флагом сборной Удмуртии была победителем зонального турнира Спартакиады профсоюзов в 1967.
- Победитель первой лиги чемпионата России в 1998.
- Бронзовый призёр первенства России: 1995, 1997, 2001, 2022